# Marc Burns
Marc Burns (Port of Spain, 1983. január 7. –) olimpiai és világbajnoki ezüstérmes Trinidad és Tobagó-i atléta, futó.

## Pályafutása
Száz méteren 2000-ben bronz-, 2002-ben ezüstérmes lett a junior atlétikai világbajnokságon. Tagja volt a pekingi olimpián a jamaicai váltó mögött második helyezett négyszer százas trinidadi váltónak. Hazája váltójával további háromszoros világbajnoki ezüstérmes. 2001-ben Edmontonban, 2005-ben Helsinkiben és 2009-ben Berlinben lett második. A berlini döntőben Darrel Brown, Keston Bledman és Richard Thompson társaként 37,62-dal új trinidadi rekordot állított fel a versenyszámban.

## Egyéni legjobbjai
Szabadtér
- 100 méter sík – 9,96
- 200 méter sík – 20,57

Fedett pálya
- 60 méter sík – 6,61